# Herman Meyer Bing

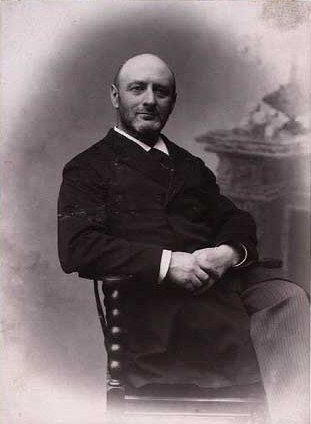
Herman Bing

Herman Meyer Bing (* 23. Januar 1845 in Kopenhagen; † 24. Januar 1896 ebenda) war ein dänischer Politiker, Zeitungsverleger und Geschäftsmann. Er war einer der Mitbegründer der einflussreichen dänischen Tageszeitung Politiken und spielte eine wichtige Rolle in der dänischen liberalen Bewegung des späten 19. Jahrhunderts.

## Leben

### Herkunft und Ausbildung
Herman Bing wurde als Sohn des Fabrikanten Meyer Herman Bing in eine wohlhabende jüdische Familie in Kopenhagen geboren. Er war der Bruder des Politikers und Mitbegründers der Kopenhagener liberalen Wählervereinigung Laurids Bing. Nach seiner Schulzeit an der Mariboe-Schule erhielt er eine kaufmännische Ausbildung, zunächst in Kopenhagen und von 1865 bis 1870 in England. Diese Zeit in England prägte ihn stark und führte ihn unter dem Einfluss von Parlamentarismus, Radikalismus und Freihandel zur politischen Linken.
1871 unternahm er eine Reise nach Island und beteiligte sich an der Gründung eines Unternehmens für rationellen Walfang. 1872 übernahm er die Position des Kassierers bei der neu gegründeten Danske Landmandsbank (Dänische Landmannsbank).

### Frühe politische Aktivitäten
Bing war seit etwa 1875 maßgeblich am Aufbau und der Organisation einer Linksbewegung in Kopenhagen beteiligt. Er gründete 1878 einen Verfassungsschutzverein und war 1883 Mitbegründer des liberalen Wählervereins von Kopenhagen. Als Agitator und Organisator war er bekannt für seinen unerschütterlichen Optimismus, seine Energie und seine Fähigkeit, andere zu motivieren.
1884 stellte die Landmandsbank ihn vor die Wahl zwischen seiner Banktätigkeit und der politischen Arbeit. Er entschied sich für die Politik und kandidierte noch im selben Jahr erfolglos für das Folketing in Kopenhagen.

## Wirken

### Gründung von Politiken
Im Oktober 1884 gründete Bing zusammen mit Viggo Hørup und Edvard Brandes die Tageszeitung Politiken, deren größter Aktionär und Geschäftsführer er wurde. Er überwachte die Finanzen der Zeitung sorgfältig und mischte sich gelegentlich in redaktionelle Angelegenheiten ein, was nicht immer geschätzt wurde. Im März 1886 verließen Brandes und mehrere andere Mitarbeiter aus Protest die Zeitung, kehrten aber nach etwa zehn Tagen zurück.
Bing kämpfte auf vielfältige Weise für die Zeitung. Als Politiken 1885 über einen Rekrutierungsfall aus Lammefjord berichtet hatte, wollte die Regierung Estrup wissen, wer die Quelle des Artikels war. Bing ließ daraufhin das Honorarprotokoll, in dem der Name stand, verbrennen und wurde zu 14 Tagen einfacher Haft verurteilt, weil er „die Spuren des Verbrechens beseitigt hatte“.

### Aalborg Amtstidende und Parlamentstätigkeit
Nachdem Politiken die ersten schwierigen Jahre überstanden hatte, suchte Bing neue Betätigungsfelder. 1889 gründete er die Zeitung Aalborg Amtstidende und holte Vilhelm Lassen aus Aarhus als Redakteur. Bei der Folketingswahl 1890 wurde Bing für den Wahlkreis Bælum (Aalborg Amt, 3. Kreis) gewählt, verlor seinen Sitz aber bei der für die Hørup’sche Linke ungünstigen Wahl 1892.
1895 kandidierte er im neu geschaffenen Wahlkreis Valby, der als sicher für die Rechten galt. Durch intensive Wahlkampfarbeit und seine Fähigkeit, das Vertrauen der Arbeiter zu gewinnen, eroberte er den Wahlkreis vom Innenminister Hugo Hørring.

## Tod und Nachwirkung
Herman Bing starb am 24. Januar 1896 in Kopenhagen, nur einen Tag nach seinem 51. Geburtstag. Er wurde auf dem Jüdischen Westfriedhof in Kopenhagen beigesetzt.
Bing gilt als eine der wichtigsten Figuren der dänischen liberalen Bewegung des späten 19. Jahrhunderts. Als Mitbegründer von Politiken trug er maßgeblich zur Entwicklung der modernen dänischen Presse bei. Seine politische Arbeit und sein Engagement für die Linksbewegung prägten die dänische Politik seiner Zeit nachhaltig.